# تيري جيبس
تيري جيبس (بالإنجليزية: Terri Gibbs) هي موسيقية ومغنية وكاتبة غنائية أمريكية، ولدت في 15 يونيو 1954 في ميامي في الولايات المتحدة.

## وصلات خارجية
- الموقع الرسمي
- تيري جيبس على موقع IMDb (الإنجليزية)
- تيري جيبس على موقع ميوزك برينز (الإنجليزية)
- تيري جيبس على موقع ديسكوغز (الإنجليزية)